# Trichomanes angustatum
Trichomanes angustatum là một loài dương xỉ thuộc họ Hymenophyllaceae. Loài này có ở Tristan da Cunha. Môi trường sống tự nhiên của chúng là vùng cây bụi cận Nam cực và đồng cỏ cận Nam cực.